# Saint-Camille (Burkina Faso)
Pour les articles homonymes, voir Saint-Camille.
Saint-Camille est une commune située dans le département de Doumbala de la province de Kossi au Burkina Faso.